# آویشن ایرانی
آویشن ایرانی (نام علمی: Thymus persicus) نام یک گونه از سرده آویشن است.